# Пірохлор
Пірохло́р — мінерал класу оксидів і гідрооксидів, складний оксид натрію, кальцію і ніобію координаційної будови з додатковими аніонами.
Назва — від пір… і грецьк. «хлорос» — зелений (F. Wöhler, 1826).
Синоніми: флюохлор, хальколамприт, ендейліт.

## Загальна характеристика
Хімічна формула: (NaCa)2Nb2O6 (OH, F). Домішки: Ta, Ti, U, Th, TR. Містить (%): Na2O — 8,53; CaO — 15,39; Nb2O5 — 73,06; F — 5,22.
Сингонія кубічна. Гексоктаедричний вид. Форми виділення: октаедричні кристали, суцільні маси та коломорфні виділення. Густина 4,3–6,4. Твердість 5,5–6,5. Бурого, білого, жовтувато-зеленого кольору. Риса жовтувато-біла. Блиск алмазний. Напівпрозорий. Злам раковистий. Крихкий. Іноді радіоактивний. Ізотропний. Зустрічається в карбонатитах, у пегматитах лужних порід, також як акцесорний мінерал у лужних і нефелінових сієнітах. Відносно рідкісний. Сировина для одержання ніобію й танталу.
Знахідки: Араша, Тапіра (Бразилія), Сент-Оноре, Ока (Канада), Шелінген (Кайзерштуль, Баден), оз. Лаахер (Ейфель) — ФРН, Утьо (Швеція), Фредеріксверн (Норвегія), Урал, Східні Саяни, Республіка Саха, Кольський півострів (Росія), Панда-Гілл (Танзанія), Тороре (Уганда), Нкуба-Гілл (Зімбабве). В Україні є у Приазов'ї (Мазурівське рідкіснометалічне родовище).

## Різновиди
Розрізняють:
- пірохлор баріїстий (різновид пірохлору, який містить до 14,10 % ВаО);
- пірохлор баріїстий гідратований (пірохлор стронціїсто-баріїстий, у якому фтор і гідроксил заміщені молекулами Н2О);
- пірохлор-віїкіт (різні мінерали групи пірохлору, Фінляндія, РФ (Приладожжя));
- пірохлор залізистий (різновид пірохлору, який містить до 10 % FeO);
- пірохлор залізний (різновид пірохлору, який містить до 10 % Fe2O3);
- пірохлор ітріїстий (різновид пірохлору, який містить до 11,34 % ∑Y2O3);
- пірохлор-мікроліт (мінеральний вид, склад і властивості якого змінюються від ніобіїстого різновиду NaCaNb2O6(OH, F) — пірохлору до танталистого різновиду (Ca, Na)2Ta2O6(F, OH) — мікроліту);
- пірохлор-мікроліт танталистий (різновид пірохлор-мікроліту, який містить до 28,50 % Ta2O5 і до 11,09 % ∑Y2O3);
- пірохлор оксонієвий (пірохлор уранистий);
- пірохлор свинцевистий (різновид пірохлору з гранітоїдів Уралу, який містить 38,68 % PbO);
- пірохлор свинцевисто-рідкісноземельний (різновид пірохлору з гранітоїдів Уралу, який містить 27,5 % PbO і 11,8 % TR2O3);
- пірохлор свинцево-стибієвий (монімоліт); пірохлор стронціїстий (різновид пірохлору з карбонатитів Сибіру, який містить 5,6 % SrO);
- пірохлор стронціїстий гідратований (пірохлор стронціїстий, у якому фтор і гідроксил заміщені молекулами води);
- пірохлор сторнціїсто-баріїстий (різновид пірохлору, який містить 6,4 % SrO і 12,5 % ВаО);
- пірохлор стибієвий (різновид пірохлору, який містить до 1 % Sb2O5);
- пірохлор титановий (різновид пірохлору, який містить до 11 % ТіО2);
- пірохлор титано-стибієвий (1. ромеїт свинцевистий; 2. ромеїт);
- пірохлор уранистий (різновид пірохлору, який містить 8,5—11,5 % UO2 i 4,5—10,5 % UO3);
- пірохлор урановий (різновид пірохлору, що містить U6+, який заміщує натрій і кальцій);
- пірохлор церіїстий (різновид пірохлору, який містить до 13 % Се2О3).